# Плотников, Сергей Юрьевич
Серге́й Ю́рьевич Пло́тников (род. 9 июня 1962, Ленинград, РСФСР, СССР) — российский актёр театра и кино, Заслуженный артист Российской Федерации (2003).

## Биография
Сергей Плотников и его брат-двойняшка Андрей родились 9 июня 1962 года в Ленинграде. Их отец, Юрий Плотников (17.03.1932 — 04.07.2025), служил тогда актёром в Ленинградском театре имени Ленсовета под руководством Игоря Владимирова, а мама была студенткой Государственного дважды орденоносного института физической культуры имени П. Ф. Лесгафта. Малыши часто болели и, по совету врачей, родители решили сменить климат, переехав всей семьёй на родину мамы, в город Харьков. Позже, когда мальчики подросли, их отдали в спорт: Сергей занимался самбо и плаванием, а Андрей — бегом. Мама устроилась тренером по лёгкой атлетике, а отец — актёром Харьковского русского драматического театра имени Пушкина.
Сергей с детства мечтал стать хирургом и поэтому сразу после школы подал документы в медицинский институт, но «пролетел», получив тройку по биологии. Затем отучился 3 курса в Харьковском институте физической культуры, стал мастером спорта по плаванию, чемпионом спортивного общества «Динамо» города Харькова по самбо. Будучи студентом часто по вечерам ходил в театр, и в какой-то момент в его сознании произошёл переворот: он влюбился в театр и понял, что сделает всё возможное, чтобы стать актёром.
Оставив учёбу в физкультурном институте, Сергей отправился в Москву на «смотрины» к другу отца, известному актёру Георгию Жжёнову, с которым Ленинградском театре имени Ленсовета. Георгий Степанович, прослушав начинающего актёра, сделал вывод: «Ты — способный! Пытайся!». Путь к мечте оказался длинным: пришлось работать в студенческом театре при Харьковском политехническом институте, исправлять неправильный прикус, избавляться от дефекта речи, учиться танцевальному и вокальному мастерству, служить в зенитно-ракетных войсках под Донецком и др. Лишь после службы в армии мечта сбылась — Сергею удалось поступить в Школу-студию МХАТ.
В 1990 году окончил Школу-студию МХАТ имени Вл. И. Немировича-Данченко при МХАТ имени А. П. Чехова (курс Александра Калягина).
В 1992 году началась карьера актёра в кино.
С 1993 года (со дня основания театра) по настоящее время Сергей Плотников служит в Московском театре «Et Cetera» под руководством Александра Калягина. В 1990-е годы актёр играл по 25 спектаклей в месяц.
Известность пришла к Сергею Плотникову в 2008 году, после роли начальника РОВД Степана Кручи в телесериале «Мент в законе». С тех пор актёр снялся уже в девяти сезонах этого сериала.

## Личная жизнь
- Первая жена — Ольга Моргун, училась в Школе-студии МХАТ на театрального художника. С ней Сергей расстался в 1995 году, она с сыном Ильёй уехала к своим родителям в Алма-Ату[9].
  - Сын — Илья Моргун (род. 1991).
- Вторая жена — Ольга.
- Третья жена — из его театра.
  - Сын — Александр (род. 2001).
- Четвёртая жена — Дарина (род. 1990). Познакомились 23 августа 2008 года в Сургуте. Поженились 28 июля 2009 года[9].
  - Сын — Сергей (род. 14 июня 2010).
  - Дочь — Ксения (род. 2012).
  - Сын — Андрей (род. май 2015).

## Творчество

### Театральные работы

#### Московский театр «Et Cetera»
- «Руководство для желающих жениться» — по пьесе А. П. Чехова — жених
- «Старый друг лучше новых двух» — по пьесе А. Н. Островского — Густомесов
- «Принц Гомбургский» — по пьесе Генриха фон Клейста — Фон-дер-Гольц
- «Навсегда-навсегда» — по пьесе Ксении Драгунской — Генварёв
- «Дон Кихот» — по пьесе М. Сервантеса (режиссёр Александр Морфов) — погонщик, рыцарь (он же Пульчинелла), каторжник
- «Моя fair леди» — по пьесе Фредерика Лоу — Фредди
- «451 по Фаренгейту» — по пьесе Рэя Брэдбери (режиссёр Адольф Шапиро) — пожарник
- «Барабаны в ночи» — по пьесе Б. Брехта (режиссёр Уланбек Баялиев) — Бабуш
- «За горизонтом» — по пьесе Ю. О’Нила (режиссёр Владимир Богатырёв) — Эндру Мейо
- «Конкурс» — по пьесе А. Галина (режиссёр А. Галин) — Василий Бок
- «Король Убю» — по пьесе А. Жарри (режиссёр Александр Морфов) — король Венцеслав
- «Пожары» — по пьесе В. Муавада (режиссёр Важди Муавад) — тренер, Антуан, врач, Абдессамад, гид, Фахим, Малак, фотограф, Шамседдин
- «Смерть Тарелкина» — по пьесе А. Сухово-Кобылина (режиссёр Оскарас Коршуновас) — Шатала
- «Тайна тётушки Мэлкин» — по пьесе А. Милна (режиссёр А. Серов) — канцлер
- «Шейлок» — по пьесе У. Шекспира (режиссёр Роберт Стуруа) — Салерио
- «Борис Годунов» — Пушкин. Режиссёр Петер Штайн. Роль — Пимен
- «Пациент», автор и режиссёр — Александр Галин. Роль — Брагин
- «Это так, если вам так кажется!» по пьесе Луиджи Пиранделло (реж. Адольф Шапиро). Роль — Комиссар Чентури
- «Утро туманное» по пьесе Рустама Ибрагимбекова. Режиссёр Р. Ибрагимбеков. Роль — Владимир
- «Моя жизнь». Антон Чехор. Реж. — Егор Равинский. Роль — Губернатор
- «Блаженный остров» Микола Кулиш. Реж. — Михаил Бычков. Роль — Старый рыбак

### Фильмография
- 1994 — Пешаварский вальс
- 1994 — Прохиндиада 2
- 2002 — Цирк
- 2003/2004 — Чемоданы Тульса Люпера
- 2004 — Замыслил я побег — Анатольич, полковник
- 2004 — Полный вперёд!
- 2005 — Две судьбы 2. Голубая кровь — Василий Волошин
- 2005 — Две судьбы 3. Золотая клетка — Василий Волошин
- 2006 — Две судьбы 3. Похищение (не был завершён)
- 2006/2007 — Кадетство — Сергей Синицын, отец Ильи Синицына
- 2006 — Москва не сразу строилась (не был завершён)
- 2006/2007 — Гонка за счастьем — генерал
- 2007 — УГРО. Простые парни — Григорий Кусов
- 2008 — Две судьбы 4. Новая жизнь — Василий Волошин, отец Даши
- 2007 — Мент в законе — Степан Круча, майор
- 2008 — Широка река
- 2008 — Большая нефть — Григорий Буров
- 2009 — Исаев (часть 2 «Пароль не нужен») — поручик-дознаватель
- 2009 — Медвежий угол — Борис
- 2009 — 2010 — Адвокат — Никольский Вадим Сергеевич, генерал
- 2010 — 2014 — Мент в законе 2 — Степан Круча, подполковник, начальник РОВД Битово
- 2010 — Москва. Центральный округ 3 (фильм № 3 «Жестокий спорт») — физрук Сизов
- 2010 — У каждого своя война — отец Милки
- 2011 — Утомлённые солнцем 2: Цитадель
- 2012 — Белый человек — Фёдор Ильин, отставной офицер
- 2012 — Одинокий волк — Владимир Иванович Боев
- 2013 — Спецотряд «Шторм» — Филипп Андреевич Якушев («Дядя»), смотритель маяка и связной
- 2013 — Марш-бросок 2. Особые обстоятельства — начальник СБ
- 2021 — Седьмая симфония — офицер НКВД
- 2021 — Всё как у людей — Иван Андреевич Баженов, полковник юстиции

## Признание
- В 2003 году получил почётное звание «Заслуженный артист Российской Федерации» — за заслуги в области искусства[1].